# كأس ماليزيا 2017
كأس ماليزيا 2017 هو موسم من كأس ماليزيا. كان عدد الأندية المشاركة فيه 16، وفاز فيه نادي جوهر دار التعظيم.